# Tvärnö

Tvärnö är en ö (halvö) i norra Roslagen i Hargs socken i Östhammars kommun, Uppland. Ön ligger söder om Tuskö (Söderön), norr om Värlingsö, väster om Raggarön och cirka fem kilometer sydöst om Östhammar på andra sidan Östhammarsfjärden. Bilväg finns via bro till Söderön (vilket gör bilvägen till Östhammar betydligt längre än fågelvägen) och till Raggarön.

## Ur Tvärnös historia

### Oklart varifrån namnet Tvärnö kommer
Enligt Institutet för Språk och Folkminnen i Uppsala ger finns litteraturreferenser till namnet Tvärnö i Ortnamnsregistret, men de ger ingen ledning till betydelsen av namnet Tvärnö. I en av artiklarna kan man läsa att n:et mellan Tvär- och -ö är en sorts sammansättningsfog som finns i ett flertal namn på öar i Mälartrakten, Södertörn och Roslagen, till exempel Svartnö, Eknö, Lagnö, Gällnö och Alsnö. Av det kan man dra slutsatsen att den förled som ska tolkas är "Tvär-" (och inte "Tvärn-"). Ingen ortnamnsforskare verkar har skrivit något mer om detta namn.

### Tvärnö höjer sig ur havet
För ca 9500 är sedan drog sig inlandsisen tillbaka från Upplandskusten. För ca 5000 år sedan, d.v.s. under slutet av den äldre stenåldern, höjde sig de första Tvärnöskären över havsytan.

### Tvärnö under yngre stenåldern
På östra Tvärnö finns ett 20-tal stensättningar från yngre järnåldern. De vittnar om fast bebyggelse omkring 600 år e. Kr. då vattenlinjen anses ha legat ca 7 meter högre än idag. Öns yta var då avsevärt mindre. Sänkan nordväst om Kvarngärdet låg under vatten och bildade ett sund som skar av den nordvästra delen av dagens Tvärnö. Den avskurna delen bildade en egen ö benämnd Arnö. Enligt ortnamnsforskare kan namnet betyda Örnön.

### Tvärnö nämns i medeltida brev
Tvärnö nämns i skrift första gången år 1349 då, enligt Diplomatarium Suecanum, Magnus i Tvärnö skänker jordlotten 0:0:1 till Sankta Klara kloster i Stockholm.

### Båtsmän på Tvärnö
Båtsmanshållet, som tillkom under mitten av 1600-talet, var flottans motsvarighet till arméns knekthåll. I kustområdet skulle rotebönderna hålla båtsmän. Roslags Kompani bestod av män från Upplands kustsocknar från Stockholm till Öregrund. 
Tvärnö ingick i Hargs socken som tillhörde Norra Roslags 1:a kompani. Tvärnö rote skulle hålla en båtsman. Denne fick alltid heta Öman och gavs nr 95 inom kompaniet. Tvärnö har haft ett 20-tal båtsmän till dess att rotesystemet upphörde 1897. 
Båtsmanstorpet låg först norr om Branthagen, men flyttades i samband med laga skiftet 1845 till stranden vid Lunda på gränsen mellan Väster och Öster Tvärnö. 

### Skolundervisningen på Tvärnö
År 1842 infördes allmän skolplikt i Sverige. Undervisningen för böndernas barn i norra och södra delarna av Hargs socken sköttes av en före detta militär som gick från by till by och undervisade. En kyrkoherde i Harg bekymrade sig även om de mindre bemedlade barnen och lyckades så småningom uppnå en överenskommelse så att bruksskolmästaren åtog sig undervisningen i hela socknen genom att ambulera. Han flyttade dock 1760 och hur undervisningen i socknen sköttes fram till 1778 vet vi inget om.
Från 1865 fanns en skola som ambulerade mellan Tvärnö och Värlingsö. Läraren i Hargs skoldistrikt flyttade mellan läserotarna Tvärnö – Värlingsö – Braxenbol och Marka – Sandika. Läraren undervisade till exempel på Tvärnö och Värlingsö mellan 28 januari och 18 mars, för att sedan återkomma under tiden 26 augusti till 28 september.
Från 1882 t o m våren 1884 bedrev A. T. Bauman ambulerande undervisning för barnen från Tvärnö och Värlingsö.
Bönder på Tvärnö och Värlingsö skänkte mark och virke så att en skola kunde uppföras på Tvärnö 1884. 
År 1928 skedde en om- och tillbyggnad av skolhuset till dess nuvarande utseende.
Tvärnö Skola var en s.k. B:3-skola. Undervisningen avbröts 1952 på grund av minskande elevunderlag och för att eleverna skulle kunna utnyttja bättre skolformer. Verksamheten flyttades till skolor i Yttersby och Långalma på Söderön, skolor som idag är nedlagda.

### Tvärnö får telefoni och elektricitet
I slutet av 1930-talet kom telefonen till Tvärnö och några år senare även elektriciteten. Men det gick ganska trögt att införa de nya tekniska landvinningarna på ön.

### Tvärnö får broförbindelse med fastlandet
Innan Tvärnö fick broförbindelse med Söderön 1947 fanns båtförbindelser med fastlandet främst via Harg och Elvnäs (nuvarande Älvsnäs). Det fanns även en stig till Tuskö täppa där man via en planka kunde ta sig över till Söderön. Ibland tog sig folk över även med häst och vagn. Hästen fick vada och vid högvatten kunde en lättlastad vagn föras över flytande.
I och med brons tillkomst upphörde den regelbundna båttrafiken mellan Tvärnö och Östhammar. Ett tiotal år senare byggdes det även en bro mellan Tvärnö och Raggarö.  

### Tvärnö i massmedia
År 1971 spelade Lars Molin in TV-produktionen Badjävlar som delvis utspelade sig vid Södergården.

### Östra Tvärnö naturreservat
Östra Tvärnö naturreservat, som förvaltas av Upplandsstiftelsen, bildades 2006. Det är ett typexempel på ett för norra Roslagen karaktäristiskt jordbrukslandskap med små åkrar och ängar samt gamla beteshagar med välskötta gärdsgårdar och stenmurar.